# Hans Gawlik
Hans Gawlik auch Johannes Gawlik (* 29. August 1904 in Breslau; † nach 1968) war ein deutscher Jurist und Beamter, der erst als Strafverteidiger in NS-Prozessen und dann als Leiter der Zentralen Rechtsschutzstelle (ZRS) von 1950 bis 1968 eine bedeutende Rolle bei der Strafverteidigung von NS-Tätern in die Bundesrepublik spielte.

## Karriere bis 1945
Gawlik wurde 1930 an der Fakultät Rechts- u Staatswissenschaften der Universität Breslau mit einem zivilrechtlichen Thema promoviert. Zum 1. Mai 1933 trat Gawlik der NSDAP bei (Mitgliedsnummer 2.031.141). In der Zeit des Nationalsozialismus war Gawlik Erster Staatsanwalt am OLG Breslau. Ab 1942 war er Staatsanwalt am Sondergericht Breslau, und damit mit der Ausschaltung politischer Gegner des Nationalsozialismus befasst. Ebenso war er Richter am Gaugericht des NSDAP-Gaues Oberschlesien. Am 15. Februar 1945 wurde Breslau von der vorrückenden Roten Armee eingeschlossen. Zu diesem Zeitpunkt befanden sich noch 80.000 Zivilisten im belagerten Gebiet. Am 6. Mai 1945 kapitulierte die Garnison Breslaus und die Stadt wurde vollständig eingenommen. Es ist nicht bekannt, ob Gawlik die Stadt vor dem 15. Februar 1945 gen Westen verließ, oder erst nach der Kapitulation.

## Verteidiger in Nürnberger Prozessen
Nach Ende des Zweiten Weltkrieges ließ sich Gawlik als Anwalt in Nürnberg nieder. 1945/46 wurde er im Nürnberger Prozess gegen die Hauptkriegsverbrecher zum Verteidiger für die als kriminell angeklagte Organisation des Sicherheitsdienst des Reichsführers SS (SD) bestellt. 1947/48 war er der Verteidiger von Erich Naumann im Einsatzgruppen-Prozess. Gawlik vertrat auch den KZ-Arzt Waldemar Hoven im Nürnberger Ärzteprozess. Im Prozess Wirtschafts- und Verwaltungshauptamt der SS war er Anwalt von Leo Volk und Hanns Bobermin. Gawlik gehörte dem 1949 gegründeten Heidelberger Juristenkreis an, der sich insbesondere für die Freilassung und Rehabilitierung von verurteilten NS-Tätern einsetzte.

## Leiter der Rechtsschutzstelle
1949 wurde Gawlik zum Leiter der „Koordinierungsstelle zur Förderung des Rechtsschutzes für die deutschen Gefangenen im Ausland“ beim Länderrat in Stuttgart, der deutschen Zweizonenverwaltung. Nach Gründung der Bundesrepublik wurde aus der Koordinierungsstelle Anfang März 1950 die Zentrale Rechtsschutzstelle (ZRS), deren Leiter Gawlik blieb. Die Zentrale Rechtsschutzstelle war bis 1970 eine Bundesbehörde, die zuerst dem Bundesjustizministerium und dann dem Auswärtigen Amt unterstellt war.
Die von Gawlik geleitete ZRS organisierte Rechtsbeistand für Deutsche, die von nichtdeutschen Gerichten wegen NS- und Kriegsverbrechen gesucht wurden, angeklagt oder verurteilt worden waren. Diese Arbeit konzentrierte sich auf Westeuropa, besonders Frankreich. Mitte 1950 wurden bereits 2784 Personen betreut. Daneben sammelte die Behörde Prozessunterlagen aus dem Ausland, um in Abwesenheit verurteilte Deutsche vor dem Besuch von Ländern zu warnen, in denen sie auf der Fahndungsliste standen. Um die Anschriften von im Ausland verurteilten NS-Tätern zum Zweck der Warnung in Erfahrung zu bringen, arbeitete Gawlik u. a. mit dem Roten Kreuz und auch mit der Stillen Hilfe zusammen. So suchte die Zentrale Rechtsschutzstelle ab 1964 über den Suchdienst des Deutschen Roten Kreuzes nach insgesamt 800 Deutschen und Österreichern, die von französischen Gerichten in Abwesenheit wegen Kriegsverbrechen verurteilt worden waren.
Die Angelegenheit kam 1968 ans Licht, als die Liste von gesuchten Österreichern, die das DRK an das Wiener Rote Kreuz gegeben hatte, in einem Mitteilungsblatt der Kameradschaft der Linzer 45. Infanterie-Division erschien, wo sie Freunden von Simon Wiesenthal auffiel. Diese Warnliste enthielt unter anderem den Namen von Alois Brunner. Gawlik war zu diesem Zeitpunkt Vortragender Legationsrat 1. Klasse. Gawlik wurde daraufhin 1968 pensioniert.

## Bewertung
Im Bericht der Wissenschaftlichen Kommission, die den Umgang der Bundesjustizbehörde mit der NS-Vergangenheit untersuchte, wird Hans Gawlik als Schlüsselfigur und „Graue Eminenz“ einer Organisation bezeichnet, die 18 Jahre lang systematisch verhinderte, dass Funktionsträger des Dritten Reiches, die schwerste Verbrechen begangen hatten, eine rechtsstaatlich gerechte Strafe erhielten. Gawlik hätte bei seiner Biografie und den dahinter stehenden Überzeugungen keine Führungsposition beim Bundesministerium für Justiz innehaben dürfen. Dennoch sei er von Thomas Dehler und Walter Strauß protegiert worden.